# Túnica albugínia
La túnica albugínia és una capa de teixit conjuntiu dens que recobreix al testicle i de la qual parteixen septes de teixit conjuntiu dens que divideixen al testicle en uns 350 lòbulets amb forma de con, dins dels quals s'hi troben els túbuls seminífers. En l'Homo sapiens té 1 mil·límetre de gruix, aproximadament.